# Улица Ленина (Курск)
У́лица Ле́нина — центральная улица Курска, одна из старейших в городе. Расположена в Центральном округе. Проходит с юга на север: от Красной площади до площади Перекальского. От последней разделяется на улицу Карла Маркса и улицу Перекальского. С чётной стороны на улицу Ленина выходят улицы Почтовая, Кирова, Золотая, Садовая, Гоголя, Павлова, Театральная площадь, с нечётной — улицы Серафима Саровского, Уфимцева, Можаевская, Кати Зеленко, Мирная, Челюскинцев, Московский проезд и переулок Блинова.

## История
В старину здесь проходила дорога на Москву, которая так и называлась Московской дорогой и была не везде застроена. В 1782 году Екатерина II утвердила градостроительный план Курска, по которому на месте этой дороги образовывалась центральная улица города, названная Большой Московской. В те времена главная магистраль Курска заканчивалась на севере у Московских ворот, находившихся у нынешнего гастронома «Курск» (дом № 99 А). Здесь располагались деревянные въездные ворота, замененные каменными к 1823 году, к приезду в город Александра I. После Октябрьской революции эти ворота были переименованы в Ленинские и разобраны в начале 1930-х годов.
В 1898 году на Московской улице было организовано движение электрического трамвая. 1 сентября 1902 года по главной улице Курска проезжал император Николай II. В 1918 году, к первой годовщине революции, Большая Московская была переименована в улицу Ленина. В 1934 году Курск становится областным центром и облику его главной улице начинают уделять особое внимание. Впервые улица Ленина была заасфальтирована, были убраны деревянные столбы, несущие троллейный провод трамвая, была устроена ливневая канализация. Во время Великой Отечественной войны улица была почти полностью разрушена и после её окончания восстановлена. Также после войны улица Ленина была озеленена липами.

## Примечательные здания и сооружения

### По нечётной стороне

#### Здание Горсовета (№ 1)

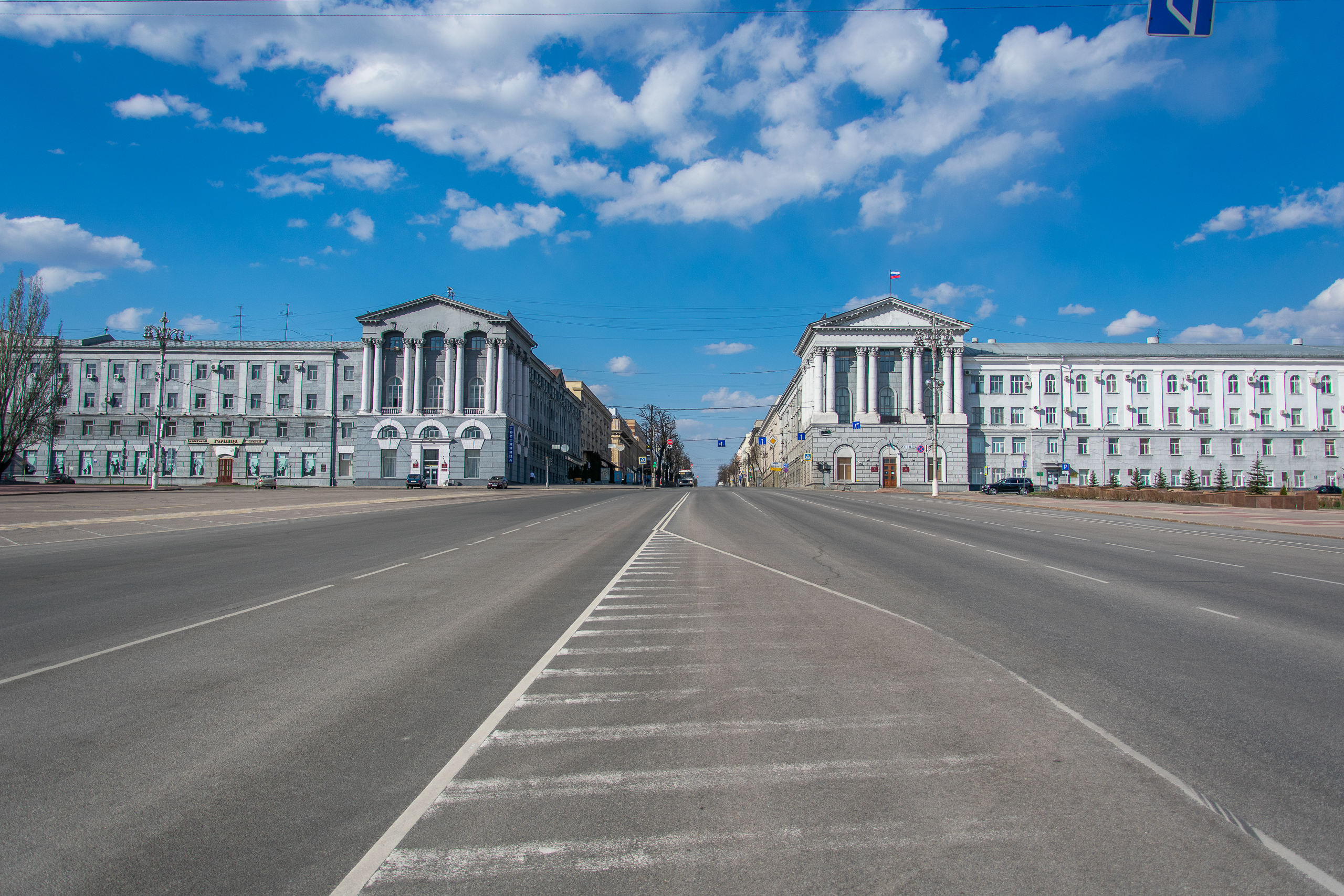
Здание гостиницы «Центральная» на 210 номеров и Горкома ВКП(б) с Горсоветом

Построено в 1957 году. Скульптор В. А. Дмитриев выполнил оформление фасада здания и зала заседаний.
Вместе со зданием гостиницы «Центральная» образует единый архитектурный ансамбль в начале улицы.

#### Здание УВД (№ 5)

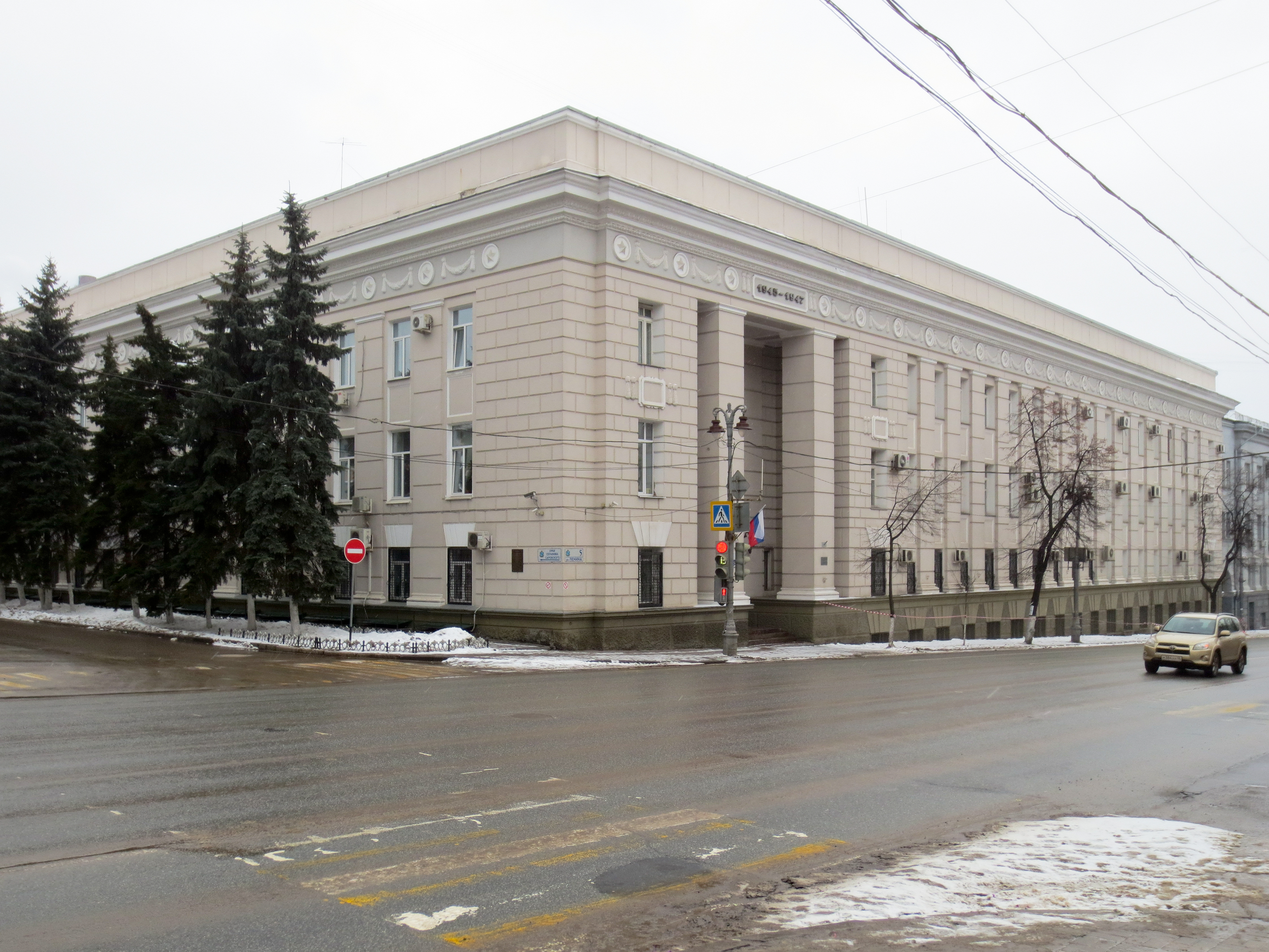
Административное здание УМВД Курской области

Здание построено по повторно применяемому проекту административного здания архитектора Попова В.С. из московского Горстройпроекта. Данный проект был переработан архитектором Ивановым А.Н. под местные условия: использование коробок трех полуразрушенных зданий (самым значимым из них была трёхэтажная 2-я женская гимназия 1900 года постройки, в которой после революции располагалась средняя школа № 7) и применение ранее разработанного и утвержденного фасада архитектора Стенюшина П.Г. Строительство велось в 1945-1947 годы строительным отделом ХОЗО УМВД Курской области.
Скульптор Дмитриев Валентин Алексеевич выполнил все лепные работы на фасаде здания и внутри помещений.
Строительство здания было окончено в начале 1948 года и принято комиссией госархстройконтроля с оценкой «отлично». Здание имеет «Г»-образную форму в плане, высоту в 3 этажа, с частичным цокольным этажем, выстроено из кирпича с железной крышей. Объем здания 30 тыс. м3. Полезная площадь 5828 м2. Окончательная стоимость строительства в ценах 1948 года составила 4 млн. 50 тыс. рублей (при первоначальной смете в 4 млн. 103 тыс. рублей).
В 1949 году за восстановление и реконструкцию административного здания УМВД Курской области: за хорошую архитектуру здания в соответствии с ансамблевым решением центра города, за хорошее качество выполненных общестроительных и отделочных работ, за применение передовых методов строительных работ, жюри Конкурса на лучшие жилые и гражданские здания, выстроенные в городах и рабочих поселках РСФСР в 1948 году выдало вторую премию автору проекта архитектору Попову В.С., соавтору архитектору Иванову А.Н., автору проекта центра архитектору Стенюшину П.Г., начальнику стройотдела МВД Шувалову А.С., начальнику постройки и главному инженеру Комаркову Л.Т. и инспектору госархстройконтроля Старикову М.И.

Это, пожалуй, одно из лучших завершенных в 1948 г. в РСФСР гражданских зданий. Авторам проекта удалось в лаконичных формах выразить характер общественно-административного сооружения, оформляющего центральную магистраль города — улицу Ленина. Четкий ритм красивых по пропорциям пилястр, поставленных на достаточно сильный цоколь-стилобат, создает ясный и легко запоминающийся архитектурно-строительный облик сооружения. Красиво и сдержанно подчеркнут центральный вход в здание. Фасад отличается парадностью и стройностью архитектурных форм.
Архитекторам удалось найти правильный масштаб архитектурных членений, соответствующий размерам и значению центральной магистрали города— Колесников С. Итоги Всероссийского конкурса на лучшие здания // Архитектура и строительство. 1949. № 4. С. 6.
В 1980 году в вестибюле здания был создан мемориал в память погибших в годы Великой Отечественной войны сотрудников Курского областного комиссариата внутренних дел. Архитектор — курский скульптор Криволапов И.П. Сейчас здесь располагается Управление Министерства внутренних дел по городу Курску.

#### Дом книги (№ 11)

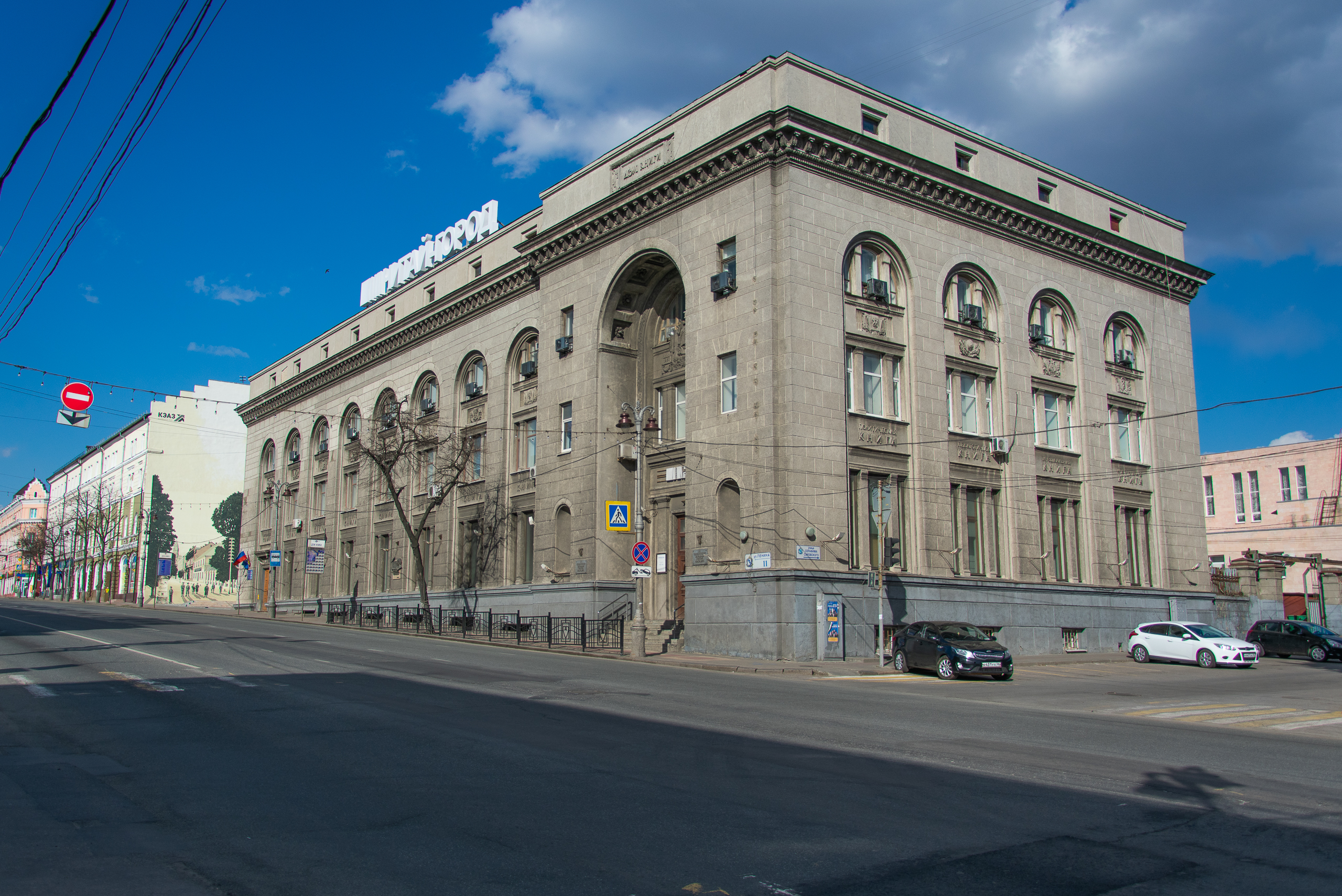
Дом книги

Строительство здания началось вскоре после войны и было завершено в 1956 году. Магазин был открыт 22 апреля. Это здание было первой крупной работой архитектора М. Л. Теплицкого. Влияние на облик Дома книги оказало архитектурное решение соседнего здания областного УВД, построенное незадолго до этого. В это время в советской архитектуре господствовал так называемый стиль «архитектурных излишеств», поэтому в проекте было заложено обилие декора на фасадах и в интерьерах, расчлененный арками фасад был увенчан массивным лепным карнизом, интерьер книжною магазина украшали красивые колонны. Здесь же на цилиндрических постаментах стоят бюсты русских писателей. Все модели для отливки барельефов и архитектурных деталей здания изготовил скульптор В. А. Дмитриев. Им же были созданы бюсты В. Белинского и Н. Чернышевского для интерьера магазина. Установленные там же бюсты Н. Добролюбова и А. Герцена - работа скульптора И.Н. Бакуцкого, бюст Л. Толстого изваял Ф. В. Супонев. Скульптуру М. Горького «во весь рост», расположенную в вестибюле магазина создал  В. Т. Сидоров. В здание была встроена сохранившаяся центральная и восточная части Воскресенско-Ильинского городского собора, располагавшегося ранее на этом месте, которая сейчас является действующей церковью и составляет с Домом книги одно целое.

#### Бывшая лютеранская церковь (№ 21)

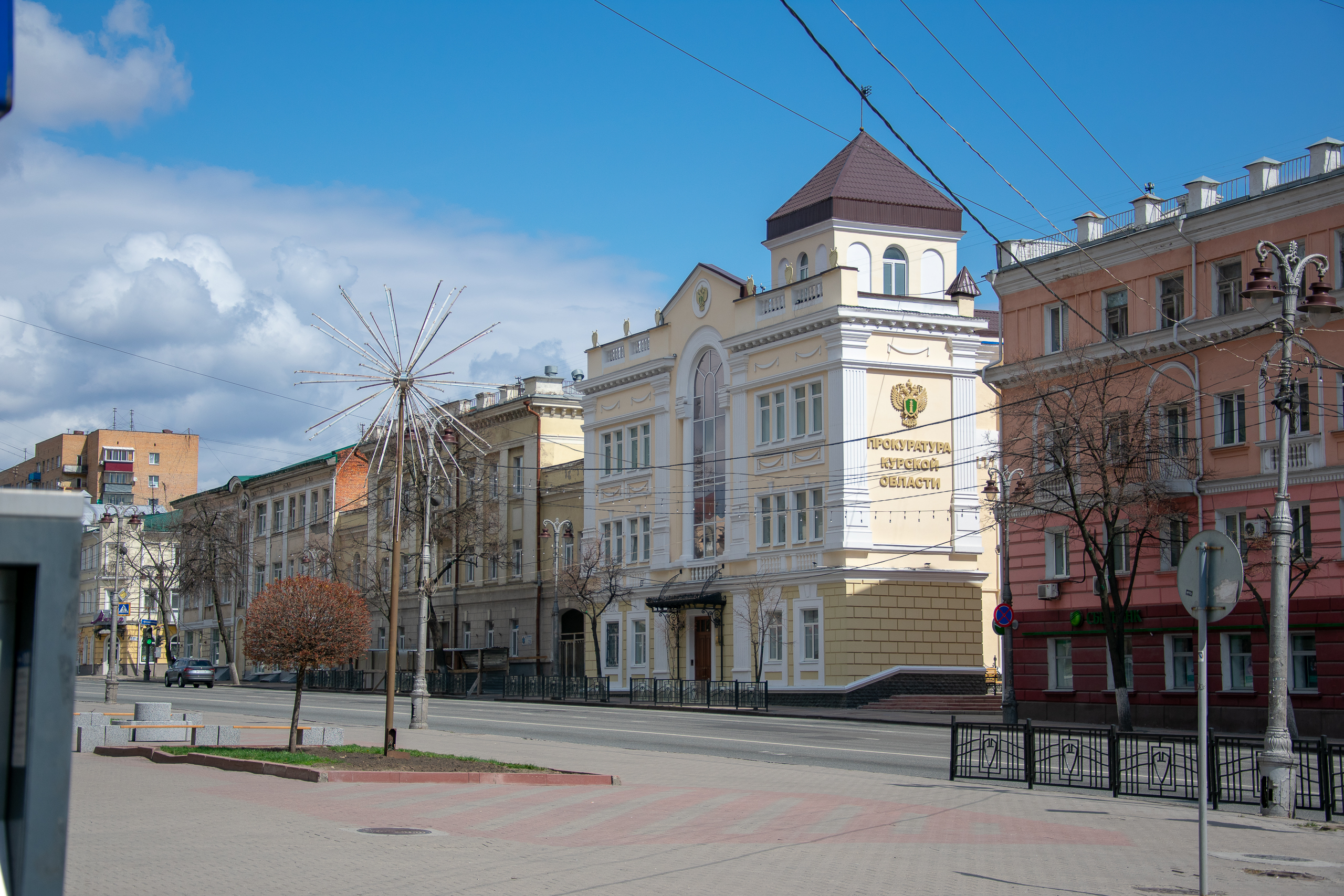
Прокуратура Курской области по адресу ул. Ленина, 21

Здание бывшей лютеранской церкви во имя святых апостолов Петра и Павла. Построено в 1895 году. Сейчас здесь располагается Курская прокуратура. Церковь была сооружена на деньги евангелистическо-лютеранской общины, возникшей в Курске ещё в 1825 году. Куряне называли это здание немецкой кирхой. Церковь построена с небольшим отступом от линии улицы, это пространство занял курдонер, засаженный кустарником. Здание воздвигнуто в готическом стиле из красного облицовочного кирпича. Часть кладки сохранилась до сегодняшнего времени, и её хорошо видно на боковом фасаде здания по бывшим огромным стрельчатым окнам, частично заложенным кирпичом. Башню кирхи венчал высокий остроконечный шпиль. На уличном фасаде здания у входного портала в глубоких нишах стояли скульптурные фигуры апостолов Петра и Павла, изваянные в Риге академиком Фольцем. Алтарное изображение Христа в церкви было выполнено в Дюссельдорфе. Кирха славилась своими музыкальными вечерами, так как орган, изготовленный мастерами в австро-венгерском городе Егендорфе (ныне чешский город Крнов), кроме церковной службы использовался в музыкальных концертах. На колокольне церкви были часы, подсвечиваемые ночью. Постепенное разрушение здания началось после Октябрьской революции 1917 года. В 1924 году лютеранская церковь была закрыта, а в 1930 году здесь был открыт радиоклуб. Однако он просуществовал недолго, вскоре здание было отдано под склад, а в 1935 году облисполком вынес решение об оборудовании в помещении бывшей кирхи городского Дома физкультурника. Однако это решение не было выполнено, так как в 1940 году Курский спиртотрест быстро перестроил здание кирхи согласно проекту архитектора Григорьева. Высокий шпиль был разобран, вершину башни украсили пилястры, а перед входом в здание соорудили одноэтажную входную пристройку. Внутренняя часть была перестроена под трехэтажное административное здание. После войны оно подвергалось реконструкции, в результате которой одноэтажная пристройка была надстроена до трех этажей, сформировался новый уличный фасад с большой вертикальной лоджией, недавно застекленной. В 1971 году в это здание переехала областная прокуратура. В начале 80-х годов над невысокой башней, возвышающейся на здании, была возведена невысокая шатровая крыша из оцинкованного железа, напоминающая крышу старинной русской крепостной башни.
- № 23 — Областная акушерско-гинекологическая больница. Корпус № 2;
- № 25 — Военный госпиталь;
- № 29 — Областная акушерско-гинекологическая больница. Корпус № 1; ГУЗ «Областной перинатальный центр»;
- № 43 — Дворец пионеров и школьников;
- № 49 — Областная научная библиотека им. Асеева (открылась 16 мая 1935 г.);
- № 57 — Государственный архив Курской области;
- № 69 — Департамент архитектуры и градостроительства города Курска;
- № 75 — Курский музыкальный колледж им. Г. В. Свиридова;

#### Главное управление Банка России по Курской области (№ 83)
Построено в 1913 году. Архитектор — Ф. О. Ливчак. Освящение банка состоялось 15 февраля 1914 года. Здание было рассчитано на работу 150 служащих. На первом этаже здания расположился Крестьянский поземельный банк, на втором — дворянский. Рядом было построено здание квартиры управляющего банком. Позднее оба здания слились. Летом 1918 года здесь помещались общеадминистративный и финансовый отделы губернского комиссариата земледелия и канцелярия отдела сельского строительства, а осенью того же года — опытная показательная единая трудовая школа первой ступени. Позже сюда вселился губком РКП(б). В одном из его кабинетов работал видный советский и партийный деятель Карл Янович Бауман. В память о нём на фасаде здания установлена бронзовая мемориальная доска (скульптор — Н. П. Криволапов). В конце двадцатых и в начале тридцатых годов сюда перебрался медицинский техникум. В связи с образованием в 1934 году Курской области он был переведён в город Мценск, а в освободившиеся помещения въехал обком ВКП(б), а с ним парткомиссия и обком комсомола. В 1941 году, в дни обороны Курска от немецко-фашистских захватчиков, в здании находился комитет обороны города. Сюда же с соседней улицы Гоголя перебазировался штаб народного ополчения. Спустя 45 лет, в 1986 году, на здании была установлена гранитная доска в память находившегося в нём комитета обороны с перечислением частей, героически защищавших Курск от врага. В годы фашистской оккупации города здесь размещалась городская управа. После Великой Отечественной войны к полуразрушенному зданию банка была сделана большая пристройка вдоль улицы Ленина, повторившая стиль основной части здания. Тогда в банке появился вестибюль, украшенный колоннами и лепными орнаментами. Он дополнительно получил 25 просторных комнат и большой двухсветный операционный зал. По его бокам расположились балконы, поддерживаемые колоннами с лепными капителями. Отделочные работы в пристройке были завершены в 1952 году. Автором обновления банка стал архитектор М. А. Иванов, скульптор В. А. Дмитриев. В 2001 году здание было отреставрировано. Сейчас здесь располагается Главное управление Банка России по Курской области.
- № 85 — Детская школа искусств № 1;

По чётной стороне:
- № 12 — Курский центральный универмаг (1956 г.);
- № 24 — гостиница «Курск»;
- № 26 — Курский государственный драматический театр имени А. С. Пушкина (1983 г.);
- № 30 — ТРЦ «Пушкинский»;
- № 28 — стадион «Трудовые резервы»;
- № 72 — гостиница «Октябрьская».
- № 108 — жилой дом. Здесь проживал актёр Курского драматического театра Андрей Петрович Буренко (1920—1997), народный артист РСФСР, мемориальная доска[5].